# Avro 621 Tutor
Avro 621 Tutor byl dvoumístný britský dvouplošník meziválečného období poháněný jedním hvězdicovým motorem. Byl to jednoduchý, ale pevný a skvěle ovladatelný cvičný letoun pro počáteční výcvik, který byl používán britským Royal Air Force, stejně tak jako mnoha dalšími vzdušnými silami po celém světě.

## Vývoj a popis
Avro Model 621 byl soukromou iniciativou společnosti A. V. Roe & Co. Ltd. Letoun byl navržen konstruktérem Royem Chadwickem společnosti Avro jako kovová náhrada letounu Avro 504N. Koncipován byl jako lehký dvouplošník pro základní výcvik s jednou vzpěrou mezi dolním a horním křídlem ve tvaru „N“ na každé straně. Obě křídla měla stejné rozpětí. Kostra letounu byla tvořena z ocelových trubek (s některými dřevěnými komponenty v žebrech křídel) potažených leteckým plátnem. Letouny měly konvenční pevný podvozek se zadní ostruhou, i když poslední letouny už měly zadní kolečko. Letouny typu Trainer měly hlavní podvozek odpružený pomocí dvou olejových tlumičů, které byly umístěny v širokém aerodynamickém krytu.
Model 621 byl poháněn buď nekapotovaným pětiválcovým hvězdicovým motorem Armstrong Siddeley Mongoose IIIA o výkonu 155 hp (116 kW) nebo motorem Armstrong Siddeley Lynx IV o výkonu 180 hp (130 kW) nebo IVC o výkonu 240 hp (180 kW). Pozdější modely poháněné motory Lynx, měly namontovaný kryt motoru. Letounům poháněným motory Mongoose se říkalo Trainer a početnější variantě s motory Lynx se říkalo Tutor. Model Tutor se také odlišoval více zakulaceným kormidlem (svislou ocasní plochou).

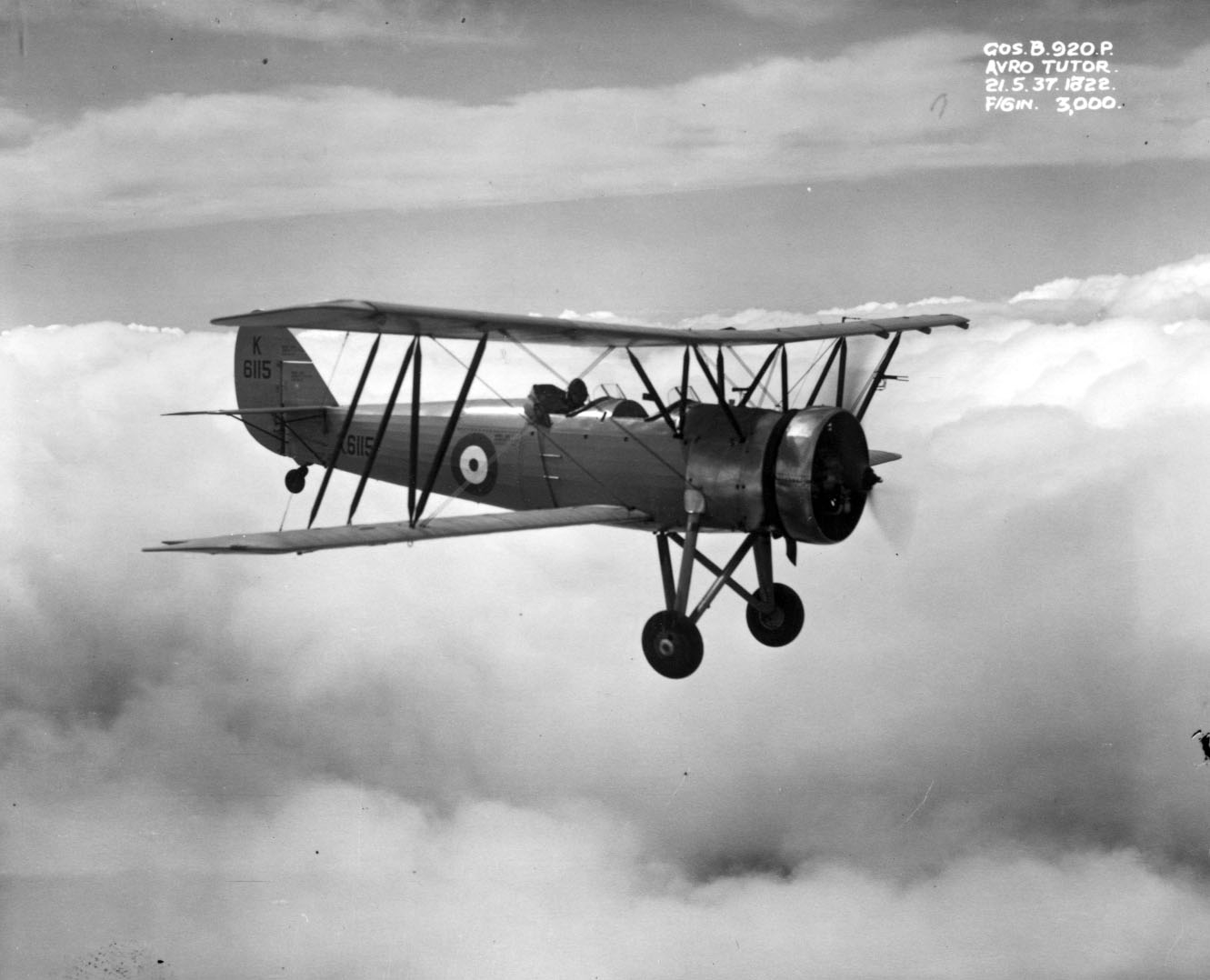
Avro Tutor

První let prototypu s civilním označením G-AAKT se uskutečnil v září 1929, pilotován hlavním zkušebním pilotem společnosti Avro, kterým byl kapitán Harry Albert "Sam" Brown. Letoun byl předán v prosinci 1929 ke zkouškám u RAF v Martlesham. Krátce nato byly postaveny další dva prototypy (G-AARZ a G-AATU) tentokrát už s motory Lynx. Následovala objednávka 21 strojů Trainer a poté i velkosériová výroba letounů Tutor. První z nich měly podobně jako Trainery křidélka jen na spodním křídle, ale další měly křidélka na obou křídlech, lepší podvozek a kryt na motoru. Letoun nevynikal rychlostí, ale jeho ovladatelnost byla vynikající. Poslední letoun odebralo RAF v květnu 1936.
Z typu Avro 621 Tutor byl odvozen Tutor II (s dvojitým systémem vzpěr mezi křídly). Postaven však byl pouze jediný kus se sériovým číslem K3308. Dále byla postavena série 15 strojů vybavených plováky pod názvem Avro 646 Sea Tutor.

## Operační historie

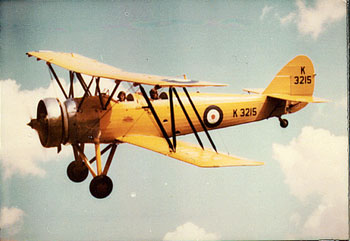
Avro 621 Tutor

Výroba začala na základě objednávky třech letounů od Irského svobodného státu a 21 letounů Trainer od RAF. Královské letectvo potřebovalo nahradit dřevěné letouny Avro 504, a po třech letech zkoušení společně s jinými letouny jako byl například Hawker Tomtit, byl tento typ vybrán jako stroj pro základní výcvik. Letoun nahradil typ 504 v roce 1933 a sloužil ve své roli až do roku 1939, ale i během války.
Následně se letoun i začal prodávat do zahraničí a to hlavně do zemí Britského společenství. Společnost A. V. Roe and Co. (Avro) vyvezla 30 letounů pro Řecké letectvo, 6 letounů pro Královské kanadské letectvo (RCAF), 5 pro letectvo čínských nacionalistů, 3 pro Irsko (kde byly známé pod označením Triton), 3 pro dánské námořnictvo (výrobní čísla 113-115), 2 pro jihoafrické letectvo a 2 pro polské letectvo. Dalších 57 letounů bylo licenčně postaveno v tehdejší Jihoafrické unii (Aircraft and Artillery Depot, Pretoria) a pouze 3 v Dánsku.

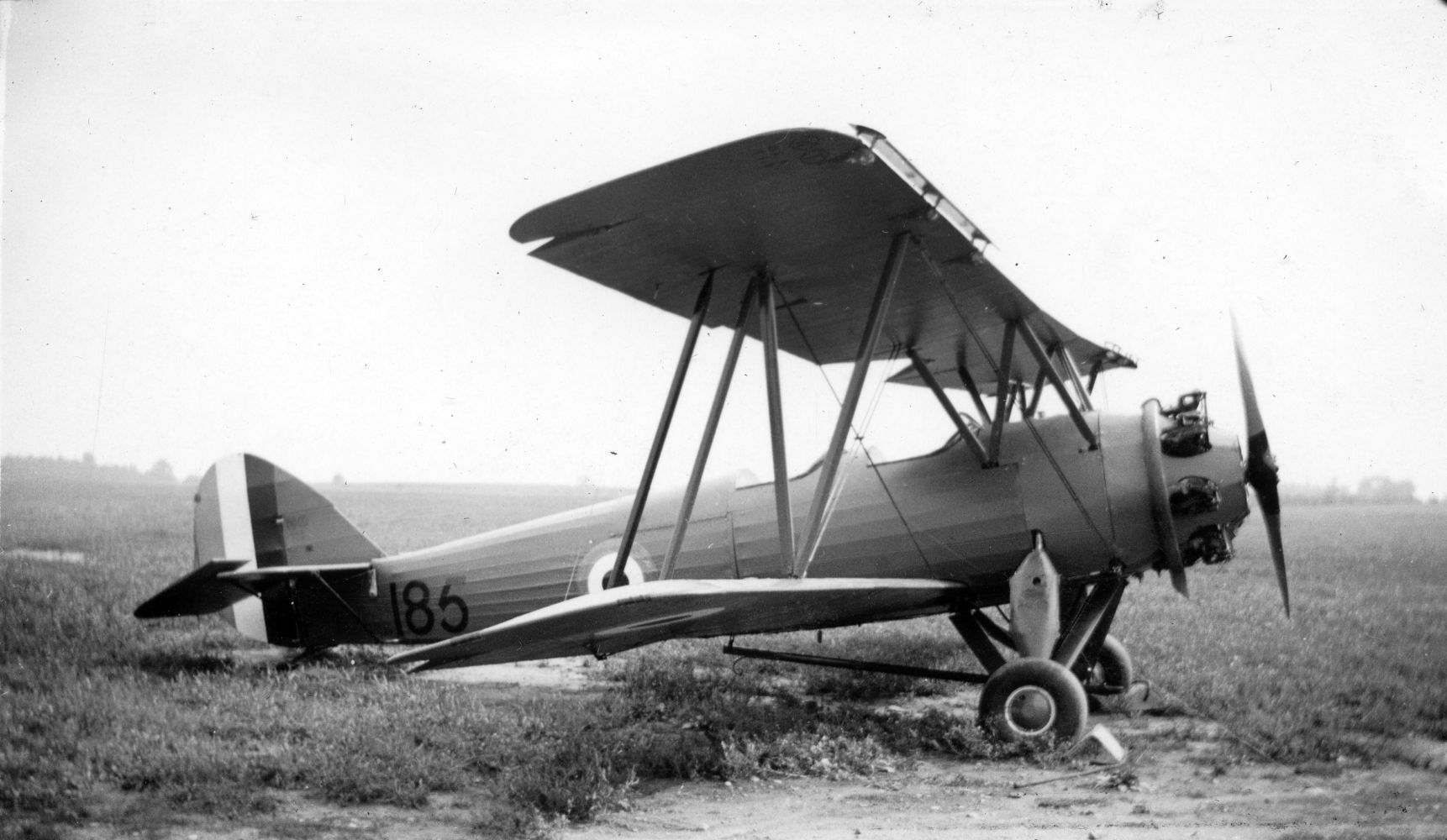
Avro 621 Tutor, RCAF

Největší dodávkou Tutorů do zahraničí, nepočítaje licenční výrobu v Jižní Africe, byla dodávka pro vojenské letectvo Řecka. Po zkouškách stroje G-ADMG (později v Řecku létal s individuálním označením E-69) bylo zakoupeno dalších 29 letounů (individuální označení E-50 až E-68 a E-70 až E-79). Dalších minimálně 61 strojů bylo v Řecku vyrobeno v licenci. Určitý počet řeckých Tutorů se zapojil do bojů ve druhé světové válce po vstupu Řecka do války.
Dva letouny dodané do Polska se ukázaly jako lepší než polský PWS-16. Výsledkem byla konstrukce polského cvičného letounu PWS-18, která byla letounem Tutor značně ovlivněna (postaveno celkem 40 kusů).
Letoun byl znám svou vynikající ovladatelností, a proto byl často předváděn na leteckých dnech. Více než 200 Tutorů a 5 Sea Tutorů zůstávalo ve službě u RAF na začátku druhé světové války.
Letoun Avro 621 byl navržen jako vojenský cvičný letoun, přesto několik letounů bylo provozováno i pod civilní registrací. Například ve 30. letech 20. století byly dva letouny používány u „Létajícího cirkusu“ Alana Cobhama. Dále v Austrálii létal stroj pod označením VH-UOL (Australian National Airways Ltd.), tři stroje vybavené kamerami (G-APAP, G-ABAR a G-ABHA) sloužily v tehdejší Tanganjice k leteckému mapování. Řada původně vojenských strojů také dostala do civilních rukou, většinou až po druhé světové válce, např. stroj G-AHSA (ex- K3215), který se dochoval dodnes.

## Dochované exempláře
Zřejmě jediným zachovaným Tutorem je stroj s civilní registrací G-AHSA (v letuschopném stavu, do roku 2003 v barvách K3215), který je ve sbírkách patřících Shuttleworth Trust (Shuttleworth Collection na letišti Old Warden, hrabství Bedfordshire, Anglie).
Letoun G-AHSA, který používalo RAF během druhé světové války, byl vyřazen v prosinci 1946 a byl koupen podplukovníkem Heywoodem. Letoun byl použit při natáčení filmu Reach for the Sky. Krátce po začátku natáčení měl letoun poruchu motoru a byl prodán muzeu Shuttleworth Collection a znovu uveden do letuschopného stavu.
Do konce roku 2003 letoun G-AHSA létal v žlutých barvách RAF původního letounu K3215. Od ledna 2004 letoun létal v barvách letounu K3241.

## Varianty

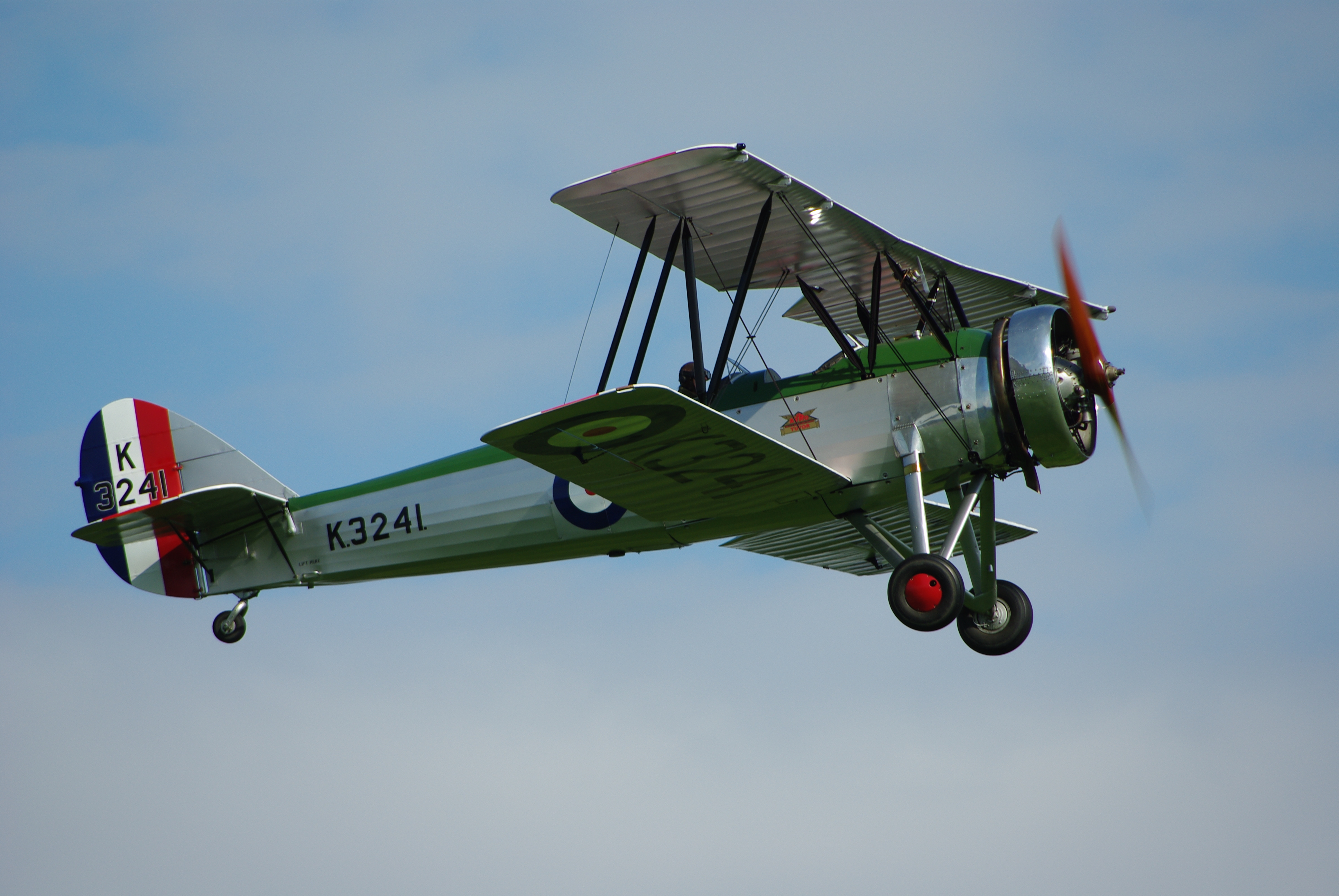
Avro Tutor v nátěru letounu K3241/G-AHSA patřící muzeu Shuttleworth Collection. Jedná se o stejný stroj, který byl do roku 2003 provozován v barvách stroje K3215.

Avro 621 Trainer
Dvoumístný letoun pro základní výcvik poháněný motorem Mongoose.
Avro 621 Tutor
Dvoumístný letoun pro základní výcvik poháněný motorem Lynx.
Avro 621 Tutor II
Jeden modifikovaný letoun s dvojicí vzpěr na každém křídle.
Avro 621 survey version
Tři letouny sloužící pro letecké mapování v Tanganice.
Avro 646 Sea Tutor
Dvoumístné námořní letouny vybavené plováky. Postaveno 15 letounů.

## Specifikace (Tutor)
Data pocházejí z publikace "Avro aircraft since 1908".

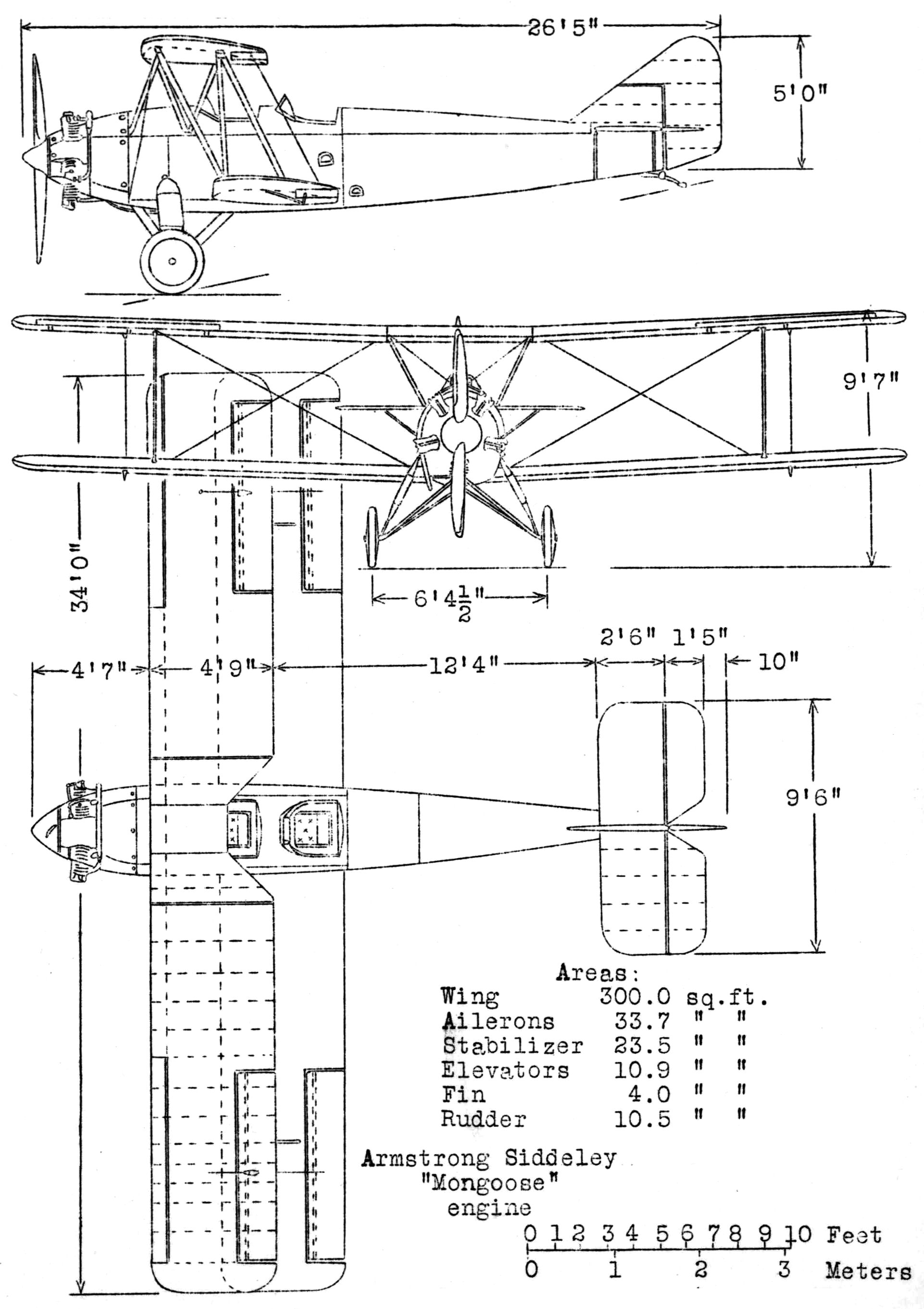
Třípohledový nákres Avro 621

### Technické údaje
- Posádka: 2 (student a instruktor)
- Rozpětí: 10,37 m
- Délka: 8,04 m
- Výška: 2,92 m
- Nosná plocha: 28 m²
- Plošné zatížení: 40,4 kg/m²
- Prázdná hmotnost: 837 kg
- Max. vzletová hmotnost : 1 131 kg (provozní hmotnost)
- Pohonná jednotka: 1× hvězdicový motor Armstrong Siddeley Lynx IVC
- Výkon pohonné jednotky: 240 k (180 kW)

### Výkony
- Cestovní rychlost: 156 km/h (97 mph) ve výšce? m
- Maximální rychlost: 193 km/h (120 mph) ve výšce? m
- Dolet: 406 km (250 mil)
- Dostup: 4 880 m (16 000 stop)
- Stoupavost: 4,6 m/s (277 m/min)

## Uživatelé
Pozn.: V následujícím výčtu jsou uvedeni pouze vojenští uživatelé, letoun provozovalo i několik civilních uživatelů.
 Československo

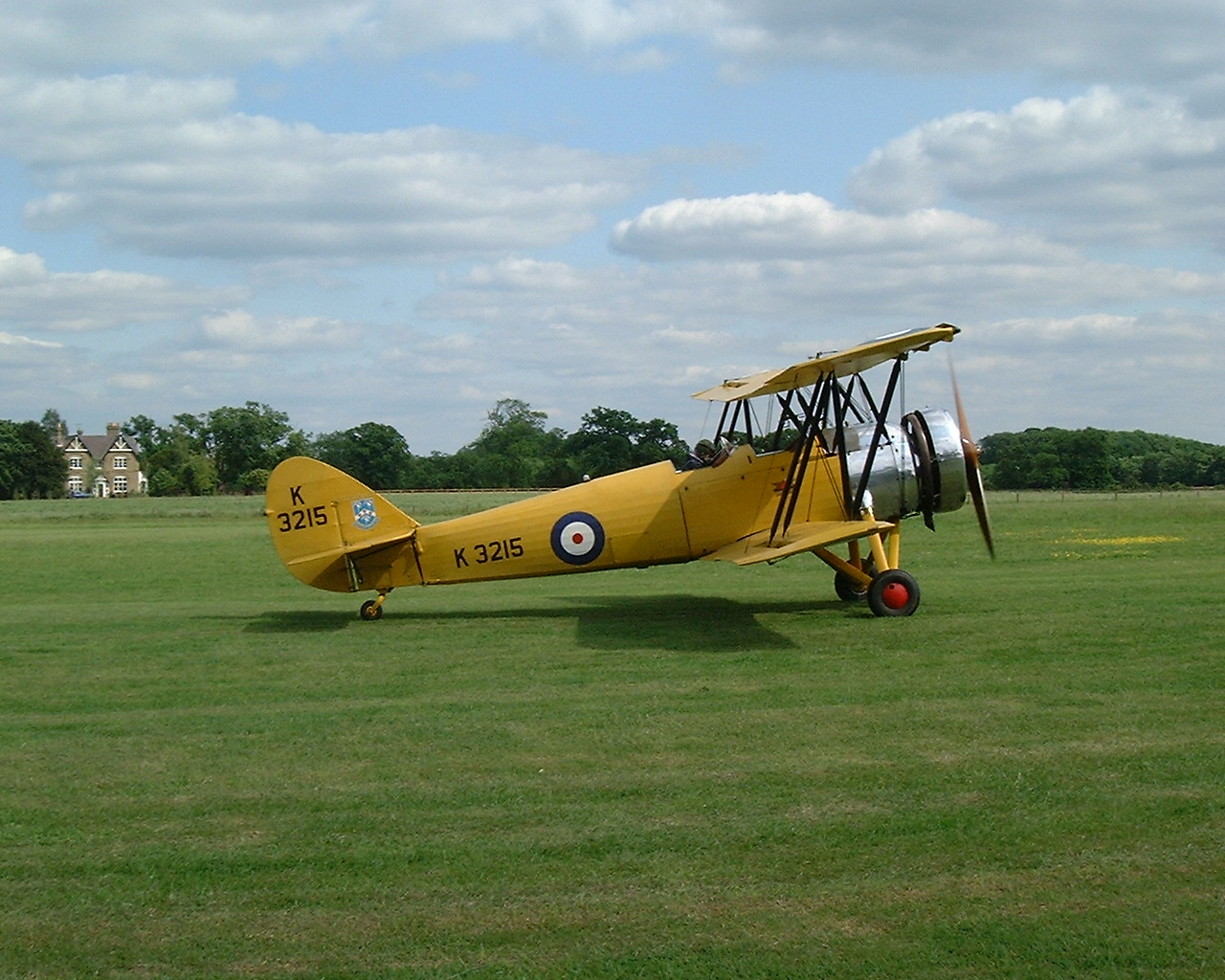
Avro Tutor (v původním zbarvení RAF se s/n K3215, s civilní registrační značkou G-AHSA).

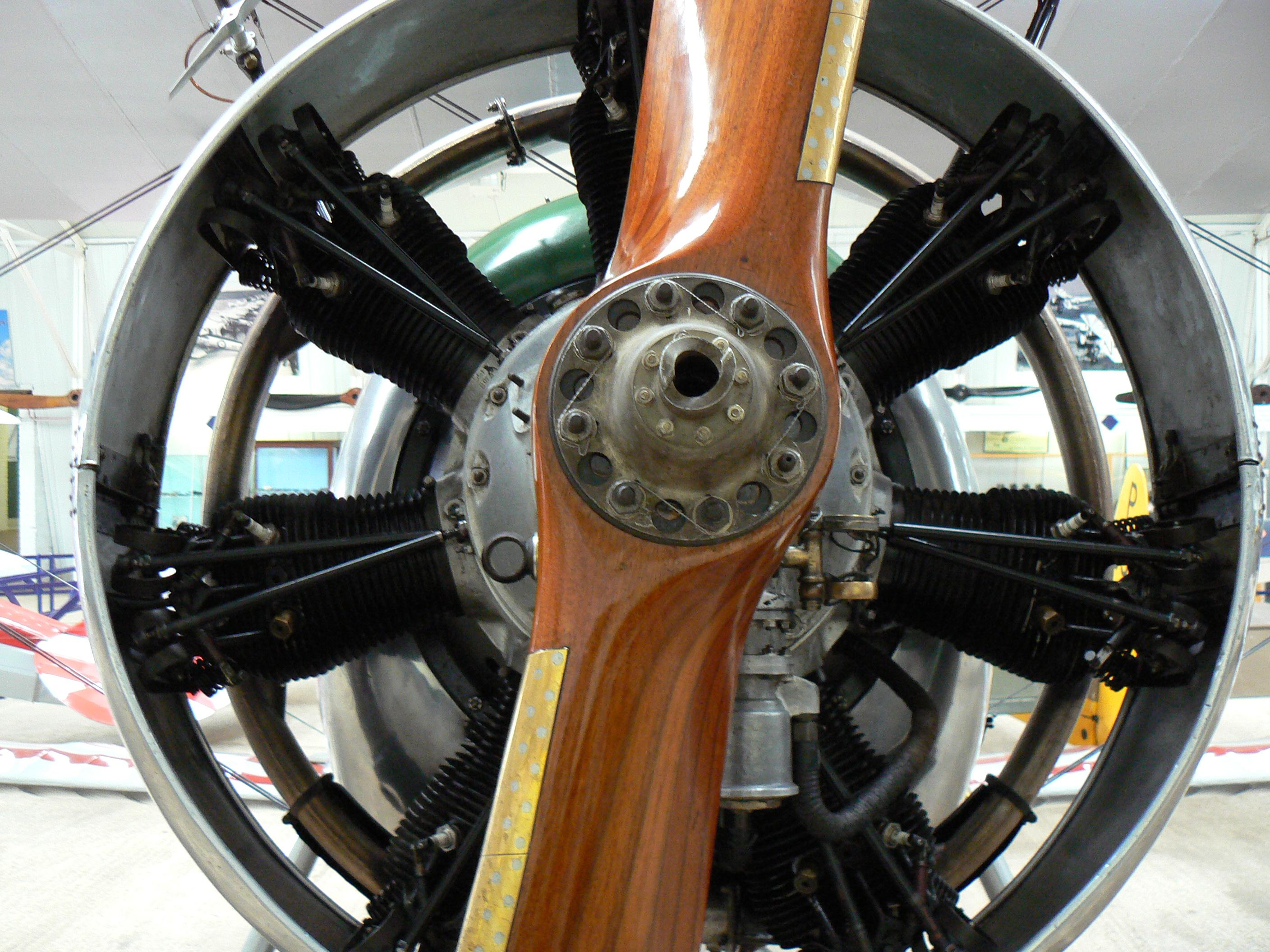
Detail sedmiválce Lynx letounu Avro Tutor

- Českoslovenští piloti používali tři stroje u 310. stíhací perutě RAF k základnímu výcviku a ke kurýrním účelům.[6][7]

 Čínská republika
- Letectvo Čínské republiky používalo 5 letounů.

 Dánsko
- Dánské letectvo používalo pět letounů.

 Irácké království
- Irácké letectvo provozovalo 3 letouny.

 Irsko
- Irský letecký sbor provozoval 3 letouny.

 Jihoafrická unie
- Jihoafrické letectvo provozovalo 60 letounů.

 Kanada
- RCAF používalo šest letounů.[8]

 Polsko
- Polské letectvo obdrželo dva letouny.

 Řecko
- Řecké vojenské letectvo koupilo 30 letounů.

 Spojené království
- Královské letectvo (RAF)

#### Související vývoj
- Avro 626
- Avro Cadet
- Avro 637
- PWS-18

#### Podobná letadla
- Hawker Tomtit
- PWS-26
- de Havilland Tiger Moth